# 法蘭西斯科·德保拉·德波旁
法蘭西斯科·德·保拉·安東尼奧·瑪麗亞·德·波旁—波旁-帕爾馬（西班牙語：Francisco de Paula Antonio María de Borbón y Borbón-Parma，1794年3月10日—1865年8月13日），西班牙國王卡洛斯四世的幼子，斐迪南七世的弟弟。

## 生平
法蘭西斯科·德·保拉出生於1794年，是卡洛斯四世與王后瑪麗亞·路易莎最小的孩子。當時約翰·亨里希·裴斯泰洛齊試圖將自己的教育方式推廣至西班牙，國王與王后同意讓他們最小的孩子接受他的教育。
1808年，法蘭西斯科·德·保拉的教育被半島戰爭中斷，西班牙王室被迫流亡至法國貝雲。法蘭西斯科·德·保拉是最後一個離開的西班牙王子，民眾對於小王子被迫離開祖國感到憤怒。五月二日起义在當年爆發，但被法國將軍若阿尚·繆拉殘忍地鎮壓，超過200人在起義中喪命。
起初法蘭西斯科·德·保拉與兩個哥哥斐迪南、卡洛斯住在瓦朗塞城堡並被法國士兵監視著。1808年10月，法蘭西斯科·德·保拉與父母移居馬賽，他的三姐瑪麗亞·路易莎則被拿破崙關在羅馬的一間修道院裡。1812年，為了能與瑪麗亞·路易莎相聚，法蘭西斯科·德·保拉與父母再度移居至羅馬的波格賽宮。
在羅馬流亡期間，法蘭西斯科·德·保拉的父母考慮將他培養為一位神職人員，教宗本人也提出讓他成為一名主教，但他對於宗教並不感興趣。戰爭結束後，法蘭西斯科·德·保拉寫信給哥哥、復辟的西班牙國王费尔南多七世，准許他回到西班牙並加入陸軍，但费尔南多建議他先去拜訪歐洲各國的宮廷。法蘭西斯科先後造訪了布魯塞爾、阿姆斯特丹、法蘭克福、柏林、魏瑪、萊比錫、德勒斯登、布拉格以及維也納。
1817年，费尔南多七世打算讓法蘭西斯科·德·保拉與巴伐利亞國王馬克西米利安一世的其中一位女兒結婚。他本人希望與外甥女瑪麗亞·路易莎結婚，但遭到她同名的母親（即法蘭西斯科·德·保拉的三姐）反對。法蘭西斯科·德·保拉最後在1818年返回西班牙，並於隔年和另一名外甥女路易莎·卡洛塔（法蘭西斯科·德·保拉的四姐瑪麗亞·伊莎貝爾的女兒）結婚。
费尔南多七世統治期間，保守派與自由派的衝突持續了好幾年。法蘭西斯科·德·保拉支持保守派的斐迪南七世，但由於他的政治觀點較為溫和，他被一些極端保守派認為是自由派。與政治相比，法蘭西斯科·德·保拉真正的興趣在與音樂以及繪畫。他曾經收集了將近700份的樂譜，目前被保存在西班牙國家圖書館。
费尔南多七世的第三任妻子瑪麗亞·約瑟法·阿瑪莉亞去世時，已結婚三次的费尔南多七世仍然沒有任何子女；因此他的弟弟、法蘭西斯科·德·保拉的二哥莫利納伯爵卡洛斯幾乎確定將繼承西班牙王位。然而，法蘭西斯科·德·保拉的妻子路易莎·卡洛塔與莫利納伯爵夫人瑪麗亞·法蘭西絲卡有嫌隙；為了阻止後者成為西班牙王后，路易莎·卡洛塔說服费尔南多七世與自己的妹妹瑪麗亞·克里斯蒂娜結婚，1830年费尔南多七世與瑪麗亞·克里斯蒂娜生下新的王位繼承人伊莎貝拉。
1833年费尔南多七世去世，伊莎貝拉繼位為西班牙女王伊莎贝拉二世。莫利納伯爵卡洛斯立刻否認姪女的王位，自稱卡洛斯五世，並發動第一次卡洛斯戰爭。在宮廷裡，路易莎·卡洛塔與攝政太后瑪麗亞·克里斯蒂娜爭奪權力，最後路易莎·卡洛塔與法蘭西斯科·德·保拉夫婦被逐出西班牙，被迫暫居法王路易-菲利普一世的宮廷。
1839年，將軍巴爾多梅羅·埃斯帕特羅打贏了卡洛斯戰爭，控制了西班牙政府。隔年他迫使攝政太后流亡，讓法蘭西斯科·德·保拉與妻子得以回到西班牙。1844年，路易莎·卡洛塔因麻疹去世，喪妻的法蘭西斯科·德·保拉原希望與路易莎·卡洛塔的妹妹瑪麗亞·卡羅麗娜結婚，但後者最終嫁給了法蘭西斯科·德·保拉的姪子卡洛斯。
法蘭西斯科·德·保拉於1865年去世，死後葬在埃斯科里亞爾修道院。

## 子女
- 伊莎貝爾·費爾南達（英语：Infanta Isabel Fernanda of Spain）（1821年—1897年）
- 法蘭西斯科（1822年—1902年），伊莎贝拉二世的丈夫
- 恩里克（英语：Infante Enrique, Duke of Seville）（1823年—1870年），塞維亞公爵
- 路易莎·特蕾莎（1824年—1900年）
- 約瑟法·費爾南達（英语：Infanta Josefina Fernanda of Spain）（1827年—1910年）
- 瑪麗亞·克里斯蒂娜（英语：Infanta María Cristina of Spain (1833–1902)）（1833年—1902年）
- 艾瑪莉亞（英语：Infanta Amalia of Spain）（1834年—1905年）